# (14502) Morden
(14502) Morden (1995 WB22) – planetoida z pasa głównego asteroid okrążająca Słońce w ciągu 3,34 lat w średniej odległości 2,23 j.a. Odkryta 17 listopada 1995 roku.